# 安内·德·蒙莫朗西
第一代蒙莫朗西公爵安內·德·蒙莫朗西（1493年3月15日~1567年11月12日）法国军人和政治家，弗朗索瓦一世、亨利二世和查理九世三朝身經百戰的重臣。1551年起，他的封号是蒙莫朗西公爵。
蒙莫朗西出生後，由當權的王室公主─法蘭西的安妮擔任教母，安妮把自己的名字──Anne，給了這個初生男嬰。蒙莫朗西與弗朗索瓦一世一起長大，弗朗索瓦一世1515年即王位後，开始受到重用。他参加了1515年发生于義大利马里尼亚诺附近的战役和梅济耶尔防卫战，表现突出；1522年，他晉升為法国元帅。1524年保衛普羅旺斯，後又回義大利作戰。1525年，他与弗朗索瓦一世一起在帕维亚战役中被西班牙军队俘虏，獲釋後參加馬德里條约的签订。1526年任朗格多克总督和王家管家（Grand Master of France），帶來巨額收入；他又奉命从事外交工作，后成为国王的首席大臣，主管国防、王室、公共工程和外交事务。1527年他使英格兰加入科涅克联盟，反对神圣罗马帝国皇帝卡尔五世，但1529年又参与议定法国与卡尔五世之间的康布雷和约。1536年再次与卡尔五世作战，先是在普罗旺斯，后在意大利北部。1538年议和，被任命为法国王室統帥，幾乎主導了法國的內外政策，也標誌着国王对他的宠信达到了顶峰（身兼最高二職─王室統帥與王室管家）。但不久弗朗索瓦一世怀疑蒙莫朗西与王太子结党，从1541年起禁止他进入宫廷。
1547年亨利二世继承法国王位后，蒙莫朗西得以官复原职，并作为国王最信任的顾问之一领导政府。1548年，他率领军队镇压阿基坦（尤其是波尔多）居民反抗盐税的起义。1551年被封为蒙莫朗西公爵。在1553年的佛蘭德爾戰役中，他在軍事上表現出十足的無能；1557年，蒙莫朗西在聖康坦戰役中指挥法国军队，结果被西班牙军队打得大败，本人再次被俘，1559年法西之间签订《卡托-康布雷西和约》后获释。
1559年中法王亨利二世過世後，蒙莫朗西的權勢被吉斯公爵重重削弱，當時吉斯迅速掌握了宮廷，強逼蒙莫朗西放棄王室管家的顯職與其巨額收入（改由吉斯擔任王室管家），只換來長子弗朗索瓦獲得法國元帥的職位交易，而蒙莫朗西則保住了王室統帥的職位。
在法国宗教战争爆发后，蒙莫朗西作为天主教势力的主要代表和将领，对胡格诺派表现出不妥协的态度。在查理九世统治时期，他重新掌权，与吉斯公爵弗朗索瓦和圣安德烈元帅组织三巨头执政，实际上将国王变成傀儡。1562年他在德勒战役中指挥王室军队打败胡格诺派，但旋即第三次被敌人俘虏，1563年获释，同年蒙莫朗西指挥军队将英国军队逐出勒阿弗尔，重新夺回勒阿弗尔。
1567年与胡格诺派的战争重新爆发，蒙莫朗西在巴黎近郊圣但尼战役中指挥军队与第一代孔代亲王路易一世·德·波旁率领的胡格诺派军队激烈交战。他在此役中受致命伤两天后去世。

## 子女
1. 長子弗朗索瓦·德·蒙莫朗西
2. 次子亨利一世·德·蒙莫朗西
3. 長女伊莉諾（1557年卒），嫁給「La Tour d'Auvergne家族」的弗朗索瓦，生下布永公爵亨利·德拉圖爾·多韋涅（胡格諾派），亨利的次子為17世紀的第一名將法國元帥蒂雷納子爵。

| 前任： 无 | 蒙莫朗西公爵 1551年－1567年 | 繼任： 弗朗索瓦·德·蒙莫朗西 |